# شهرستان مدیسون (ایندیانا)
شهرستان مدیسون، ایندیانا (به انگلیسی: Madison County, Indiana) شهرستانی در ایالات متحده آمریکا است که در ایندیانا واقع شده‌است.